# Vladimiro Naranjo
Vladimiro Naranjo Mesa (Medellín; 17 de febrero de 1943-Bogotá; 27 de septiembre de 2004) fue un jurista colombiano. 

## Biografía
Egresado de la Facultad de Jurisprudencia de la Universidad del Rosario con especialización en la Universidad de París. Fue nombrado Embajador de Colombia ante los Países Bajos y fue catedrático universitario en derecho constitucional general en la Universidad del Rosario, Pontificia Universidad Javeriana, Universidad de los Andes, Universidad Externado de Colombia, Universidad Militar Nueva Granada, entre otras instituciones de educación superior.
Naranjo realizó investigaciones jurídicas sobre la teoría del Estado, la teoría de la constitución, la ciencia política, el derecho comparado, el derecho internacional, la democracia y la justicia. Fue magistrado de la Corte Constitucional de Colombia entre marzo de 1993 y septiembre de 2000. También formó parte del equipo legal que defiende a Colombia en el litigio con Nicaragua por la soberanía de la isla de San Andrés.
Murió a la edad de 61 años en el 2004, víctima de un cáncer.

#### Diálogos con las FARC-EP
En el 2001, Naranjo fue partícipe de los diálogos de paz entre el gobierno del presidente Andrés Pastrana y la guerrilla de las FARC-EP. Al ser nombrado a la Comisión de Notables, junto a Carlos Lozano Guillén y Alberto Pinzón Sánchez. En la Comisión elaboró un informe con recomendaciones a la Mesa de Diálogo para destrabar el proceso de paz.

#### Diálogos con el ELN
El 11 de enero de 2002, los representantes del Gobierno, voceros del ELN y los integrantes de la Comisión de Personalidades o de "Notables", se reunieron en La Habana, Cuba para analizar documento de recomendaciones. En representación del Gobierno asistieron el Alto Comisionado para la Paz Camilo Gómez, Gustavo Villegas, Juan Ricardo Ortega y el embajador de Colombia ante Cuba, Julio Londoño. En representación del ELN, estuvieron "Ramiro Vargas", "Milton Hernández" y "Óscar Santos", mientras que por la Comisión de Notables, Vladimiro Naranjo y Alberto Pinzón.

## Familia
Vladimiro Naranjo Mesa pertenecía a la familia Villegas y Restrepo, ambas parte de la aristocracia antioqueña.
Su padre era el humanista y filósofo liberal Abel Naranjo Villegas, diplomático, político, ministro en varios gobiernos liberales y decano de la Universidad Nacional de Colombia; y su madre era María Elena Mesa. Su padre era sobrino del sacerdote católico y educador Abel Naranjo Ocampo e hijo de la escritora Soledad Villegas Restrepo, hermana del periodista Alfonso, y de la socialité Lorenza Villegas Restrepo.
Su tía abuela, Lorenza contrajo matrimonio con el periodista Eduardo Santos Montejo, sobrino nieto de Antonia Santos, quien adquirió el periódico El Tiempo de su cuñado Alfonso (también tío abuelo suyo), y se convirtió en presidente de Colombia entre 1938 y 1942. Sobrino nieto de la pareja Santos Villegas es Juan Manuel Santos, expresidente de Colombia.
Tíos suyos son los sacerdotes católicos Juan Bautista y Javier, el librero Rafael, el escritor Jesús y el médico Alfredo Naranjo Villegas.

## Obras publicadas
- Teoría Constitucional e Instituciones Políticas. Bogotá: Temis, 2000.
- Reivindicación histórica del Frente Nacional (póstuma). Tirant Colombia, 2023.